# Revolver (album)
Revolver je v oficiální britské diskografii sedmé album hudební skupiny The Beatles. Bylo vydáno 5. srpna 1966. Ve Spojeném království se udrželo sedm týdnů na prvním místě žebříčku, v USA pak týdnů šest. Stalo se prvním albem, ze kterého již Beatles pro složitost aranží nehráli na koncertech žádnou píseň a krátce po vydání skončili s koncertováním úplně (poslední vystoupení se odehrálo 29. srpna 1966 v San Franciscu).

## Vlivy
Album je žánrově různorodé a je velmi ovlivněno zájmy, kterým jednotliví členové propadli v době, kdy si mohli po desce Rubber Soul a následném turné dopřát tři měsíce odpočinku. McCartney se začal zajímat o klasickou hudbu, což se na albu projevuje zejména ve skladbách „Eleanor Rigby“ a „For No One“ (po vydání alba začíná McCartney psát i hudbu k filmu The Family Way). Harrisonovým zájmem se stala hudba (a vůbec kultura) indická (poprvé se s ní seznámil na soundtracku k filmu Help!) a na albu se tento vliv projevuje ve skladbě „Love You To“, první ryze „indické“ písni Beatles. Lennon v té době experimentuje s LSD a své dojmy zpracovává ve skladbách „Tomorrow Never Knows“, „She Said She Said“ nebo „I'm Only Sleeping“. 
Pro exotické vlivy, průkopnické zvukové experimenty (pouštění nahraných stop pozpátku, efekty s magnetofonovými smyčkami a nahrávacím zařízením) a nejednoznačné texty bývá Revolver považován za jedno z prvních psychedelických alb vůbec. Z období jeho natáčení pochází ještě dvě písně, které na albu nejsou a vyšly jen na singlu – „Paperback Writer“ a „Rain“. Druhý singl z té doby tvořily písně z alba, Eleanor Rigby/Yellow Submarine.

## Obal
Obálku desky navrhl baskytarista a kreslíř Klaus Voormann, se kterým se Beatles znali již ze svého působení v Hamburku na počátku kariéry. Jde o koláž tváří jednotlivých členů skupiny (každý z nich je na obálce několikrát), celá v černobílém provedení, sestavená zčásti z Voormanových kreseb a zčásti z fotografií Roberta Whitakera.

## Skladby
Album obsahuje 14 písní, sedm na každé straně, o standardní délce dvě až tři minuty. Byly na něj zařazeny tři písně George Harrisona, což se stalo vlastně nepřekonaným rekordem (na „Bílém albu“ byly čtyři, to však bylo dvojalbum). Harrison také nezanedbatelně autorsky přispěl k Lennonově „She Said She Said“.
Tradičně jednu píseň ke zpěvu obdržel Ringo Starr, byla to „Yellow Submarine“, z níž se stal jeden z největších hitů Beatles vůbec. Dalšími často hranými hity alba jsou např. „Eleanor Rigby“ nebo „Got To Get You Into My Life“ (ta se dočkala řady coververzí).

### Seznam skladeb
Není-li uvedeno jinak, jsou autory skladeb Lennon/McCartney. Zpívá zpravidla hlavní autor.
Strana 1
1. Taxman (Harrison) – 2:38 (zpěv Harrison)
2. Eleanor Rigby – 2:07 (zpěv McCartney)
3. I'm Only Sleeping – 3:01 (zpěv Lennon)
4. Love You To (Harrison) – 3:00 (zpěv Harrison)
5. Here, There And Everywhere – 2:25 (zpěv McCartney)
6. Yellow Submarine – 2:40 (zpěv Starr)
7. She Said She Said – 2:36 (zpěv Lennon)

Strana 2
1. Good Day Sunshine – 2:09 (zpěv McCartney)
2. And Your Bird Can Sing – 2:01 (zpěv Lennon)
3. For No One – 2:01 (zpěv McCartney)
4. Doctor Robert – 2:14 (zpěv Lennon)
5. I Want To Tell You (Harrison) – 2:29 (zpěv Harrison)
6. Got To Get You Into My Life – 2:30 (zpěv McCartney)
7. Tomorrow Never Knows – 2:57 (zpěv Lennon)

## Hudebníci
- George Harrison: zpěv, kytary, tamburína (6), maracas (11), sitár (14), magnetofonové smyčky (14)
- John Lennon: zpěv, kytary, Hammondovy varhany (7), harmonium (11), tamburína (12), varhany (14), magnetofonové smyčky (14)
- Paul McCartney: zpěv, kytary, basová kytara, piano (8, 10, 12), klavichord (10), magnetofonové smyčky (14)
- Ringo Starr: bicí, tamburína, kravský zvonec (1), zpěv (6), maracas (12), magnetofonové smyčky (14)

- Neil Aspinall: doprovodný zpěv (6)
- Anil Bhagwat: tabla (4)
- Alf Bicknell: doprovodný zpěv (6)
- Alan Branscombe: tenorsaxofon (13)
- Alan Civil: lesní roh (10)
- Peter Coe: tenorsaxofon (13)
- Les Condon: trubka (13)
- Geoff Emerick: doprovodný zpěv (6)
- Mal Evans: basový buben a doprovodný zpěv (6)
- Marianne Faithfull: doprovodný zpěv (6)
- Tony Gilbert: housle (2)
- Ian Hammer: trubka (13)
- Pattie Harrison: doprovodný zpěv (6)
- Jurgen Hess: housle (2)
- Brian Jones: doprovodný zpěv (6)
- Norman Jones: violoncello (2)
- George Martin: doprovodný zpěv (6), piano (8, 14), varhany (13)
- Sidney Sax: housle (2)
- John Sharpe: housle (2)
- Stephen Shingles: viola (2)
- Derek Simpson: violoncello (2)
- Eddie Thorton: trubka (13)
- John Underwood: viola (2)
- neuvedení indičtí hudebníci: sitár a tambura (4)